# Kingfisher Airlines

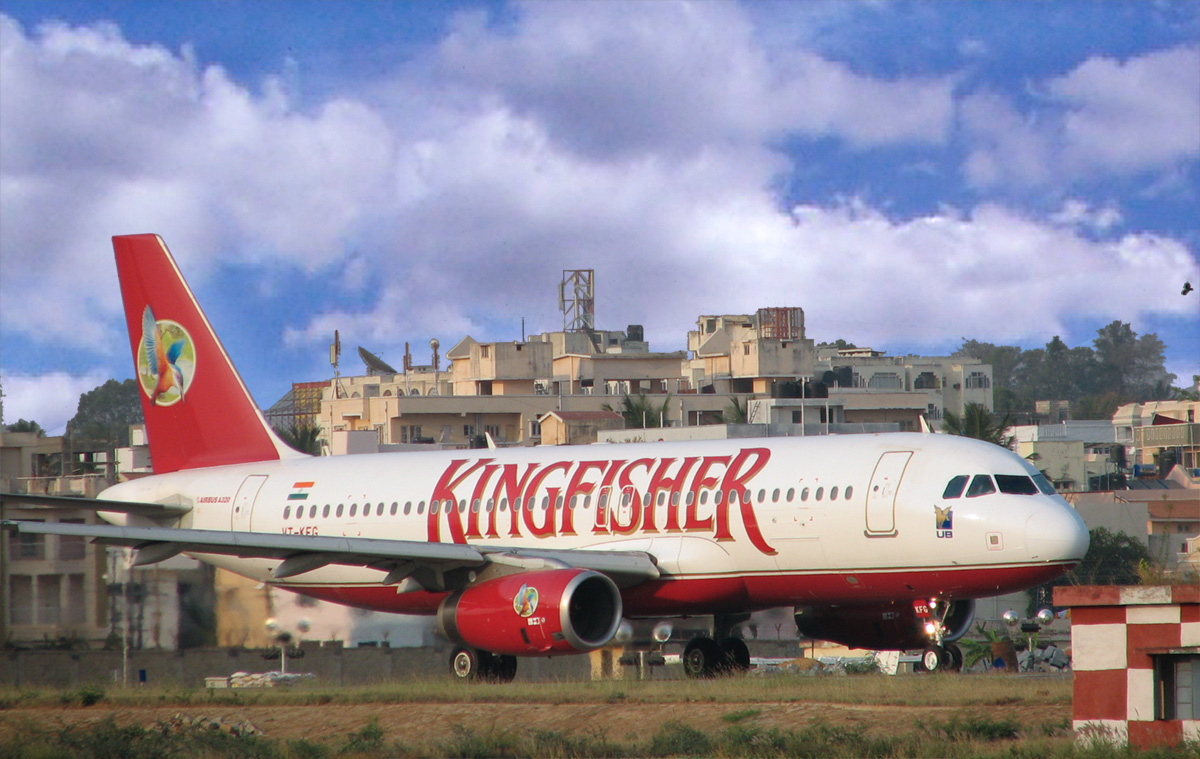

Kingfisher Airlines – nieistniejące indyjskie linie lotnicze z siedzibą w Bengaluru. Obsługiwały połączenia krajowe.

## Historia
Linie zostały założone 9 maja 2005. Były reklamowane na bolidach zespołu Force India F1 startującego w F1 od 2008. Linia nigdy nie wypracowała zysku.
W związku z brakiem płynności firmy leasingowe wycofały z linii swoje samoloty (głównie Airbusy i ATR), ograniczając jej flotę z 64 do 16 samolotów. Linia miała przystąpić do sojuszu Oneworld w lutym 2012, ale zgodę zawieszono do czasu poprawy jej sytuacji finansowej, co nigdy nie nastąpiło. Wszystkie operacje zostały zawieszone w październiku 2012. W lutym 2013 rząd cofnął licencję umożliwiającą prowadzenie działalności komercyjnej. W tym czasie dysponował flotą 20 samolotów. 31 grudnia 2013 Airbus anulował wcześniejsze zamówienia linii m.in. na A350 i A380.